# Parco nazionale della Pendjari
Il parco nazionale della Pendjari (in francese Parc National de la Pendjari) è situato nel Benin nord-occidentale, al confine con il parco nazionale di Arly nel vicino Burkina Faso. Questo parco nazionale, che deve al nome al fiume Pendjari, è noto per i rappresentanti della sua fauna ed è dimora delle ultime popolazioni di grandi mammiferi, come elefanti, leoni del Senegal, ippopotami, bufali e varie specie di antilopi, dell'Africa occidentale. Il parco è inoltre famoso per la sua ricchissima avifauna.
Il parco nazionale della Pendjari si estende su 2755 km² all'estremità nord-occidentale del Benin. Fa parte del complesso di parchi transfrontaliero denominato WAP (W-Arly-Pendjari), una vasta area protetta al confine tra Benin, Burkina Faso e Niger. Le colline e le falesie della catena degli Atakora fanno della regione nord-occidentale una delle aree più pittoresche del Benin. Esse formano uno scenario al parco nazionale della Pendjari, che, nel suo isolamento, rimane una delle aree più interessanti dell'Africa occidentale.
Nel 2017 il parco è stato inserito nella lista dei patrimoni dell'umanità dell'UNESCO insieme al Parco nazionale di Arly del Burkina Faso, come ampliamento del sito del Parco nazionale W del Niger.

## Ecologia

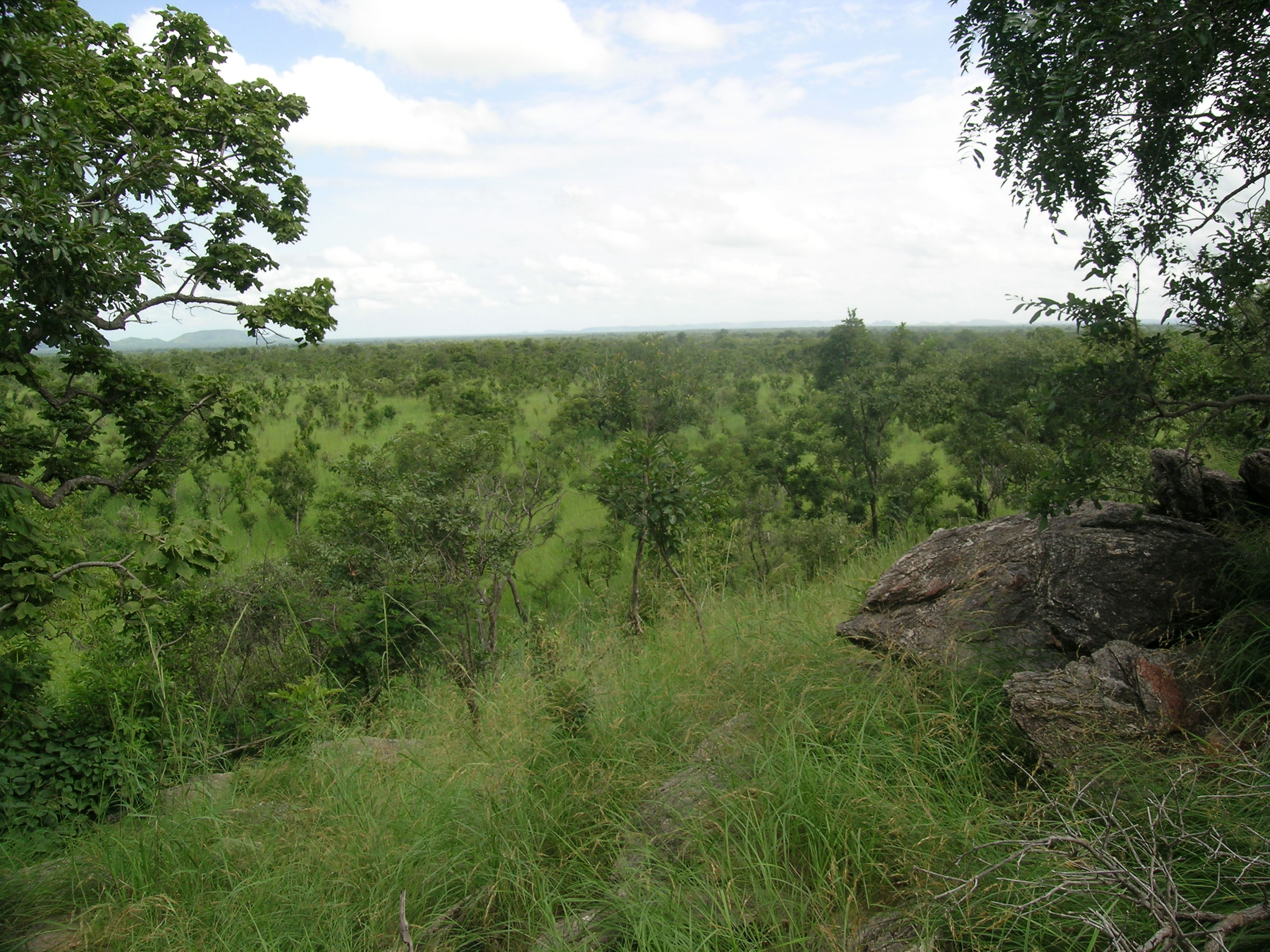
Scorcio del parco nazionale della Pendjari.

Le falesie rocciose della regione sono ricoperte da boschetti sparsi di Burkea africana, Detarium microcarpum, Lannea acida, Sterculia setigera e Combretum ghasalense. Sui suoli profondi di alcune delle sommità della scarpata degli Atakora è presente una maggiore varietà di specie di piante, tra le quali Isoberlinia doka e Afzelia africana. Lungo il fiume Pendjari si sviluppa una lussureggiante foresta a galleria. Nel parco sono presenti zone di savana di tipo sia sudanese che guineano settentrionale, con distese erbose dominate da Acacia sieberiana e Mitragyna inermis o Terminalia macroptera. Ogni anno cadono nella regione circa 1100 mm di pioggia. Il parco è aperto in ogni periodo dell'anno, ma nel periodo che va da giugno a novembre sull'area possono cadere intense precipitazioni e alcune zone del parco possono diventare inaccessibili.

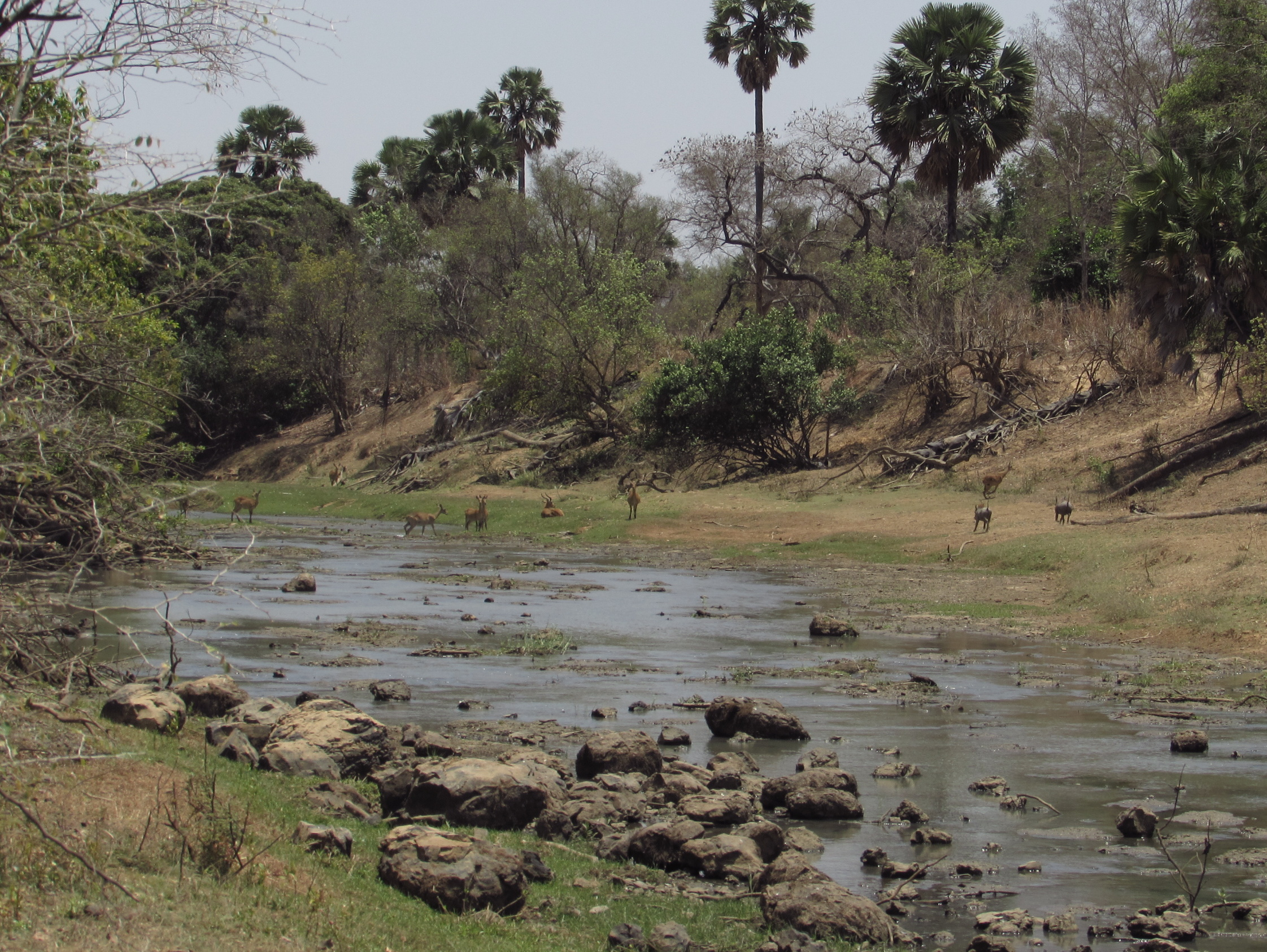
Il fiume Pendjari nel parco durante la stagione secca: a destra il Burkina Faso, a sinistra il Benin.

## Mammiferi

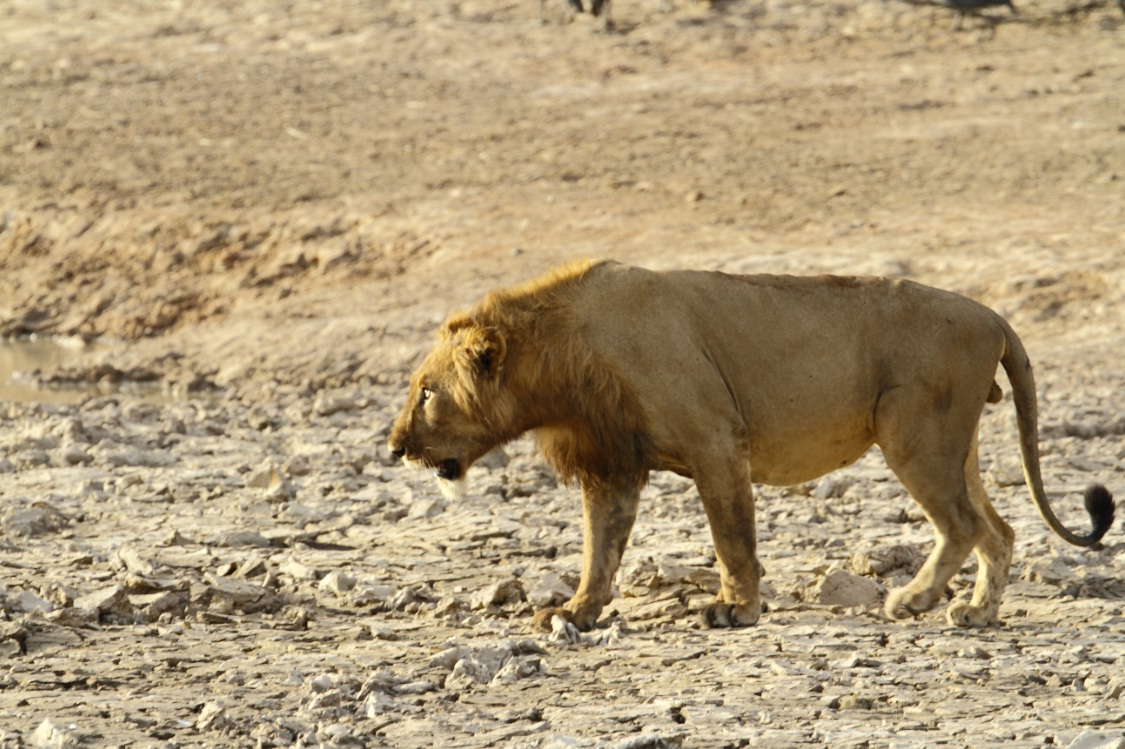
La Pendjari è una delle ultime roccaforti del raro leone del Senegal.

Nel parco nazionale della Pendjari vivono quasi tutte le specie tipiche delle savane dell'Africa occidentale. Uno dei grandi mammiferi più rari ancora presenti nella Pendjari è il ghepardo dell'Africa nord-occidentale (Acinonyx jubatus hecki). Tuttavia, oggi questo felino è divenuto rarissimo perfino all'interno del parco. Nel 2007 ne rimanevano forse appena 3-13 esemplari, compresi anche quelli che popolano il vicino parco nazionale W. La popolazione di leoni della Pendjari e del vicino parco nazionale W è costituita da circa 100 esemplari e forse si tratta della più numerosa di tutta l'Africa occidentale o centrale. Quasi tutti i leoni maschi della regione della Pendjari sono caratterizzati dal fatto di essere privi o quasi di criniera. La sopravvivenza di questa popolazione di leoni risulta essere di particolare importanza dopo che uno studio ha indicato l'unicità genetica del leone del Senegal (Panthera leo senegalensis) rispetto ai leoni dell'Africa meridionale od orientale. In passato anche il raro licaone dell'Africa occidentale (Lycaon pictus manguensis), minacciato di estinzione, era presente nel parco nazionale della Pendjari, così come nel vicino parco nazionale di Arly nel Burkina Faso, ma si ritiene che sia ormai scomparso dalla regione. Tuttavia, durante uno studio effettuato nell'aprile del 2000 venne confermata la presenza di pochi esemplari sopravvissuti. Tra gli altri grandi carnivori presenti figurano il leopardo africano, la iena maculata, lo sciacallo striato e la civetta africana.

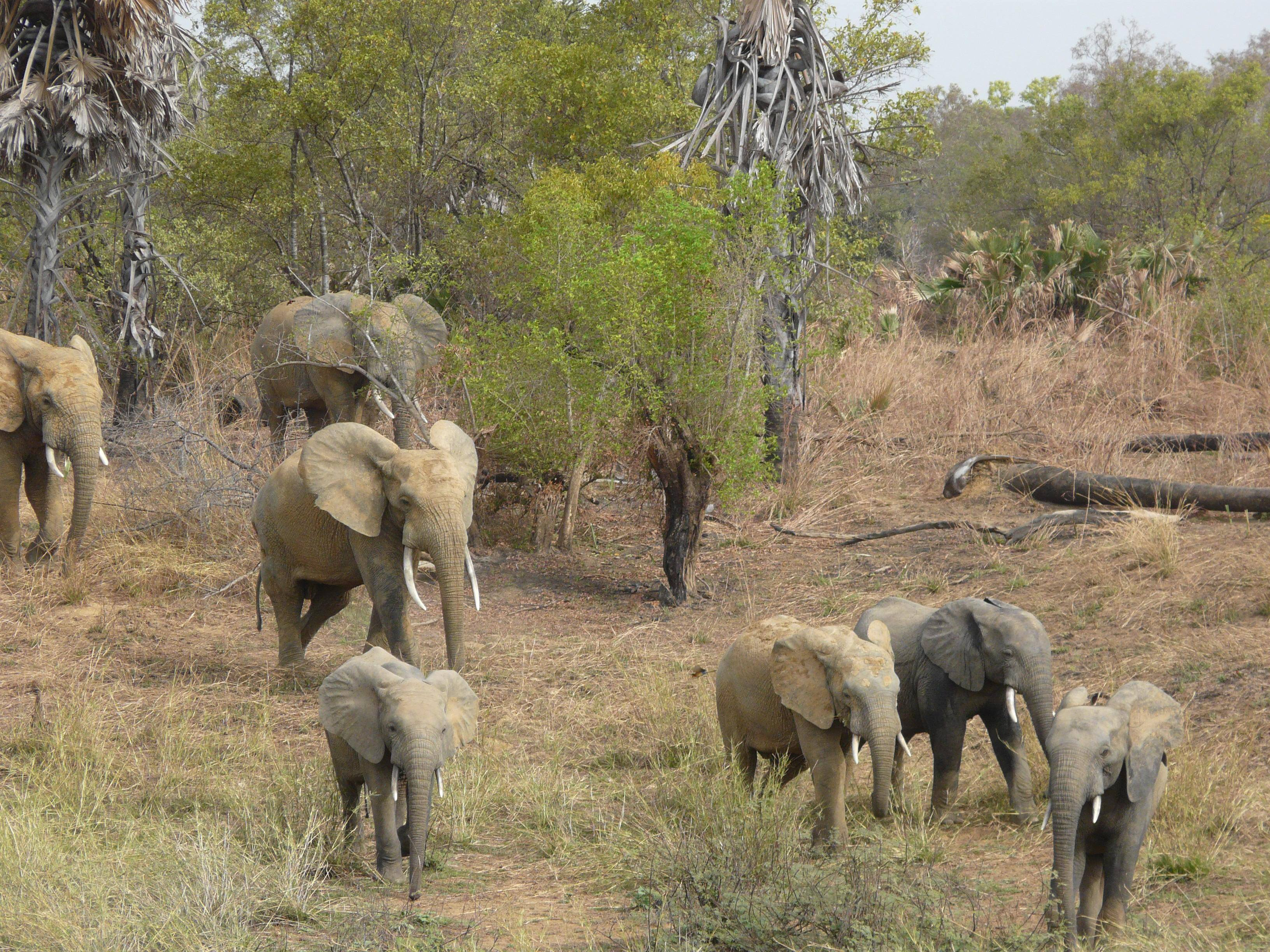
La Pendjari è un importante rifugio per gli elefanti dell'Africa occidentale.

La Pendjari ospita inoltre una popolazione di elefanti relativamente numerosa. Il loro numero è rimasto stabile durante gli ultimi decenni e conta oltre 800 unità (anni 2005-2010). Se a questi esemplari sommiamo anche quelli che vivono nei vicini parchi nazionali W e Arly (complesso WAP), l'intera popolazione conterebbe oltre 3800 unità, vale a dire la più numerosa concentrazione di elefanti dell'intera Africa occidentale. Il secondo ospite più grande del parco è l'ippopotamo.

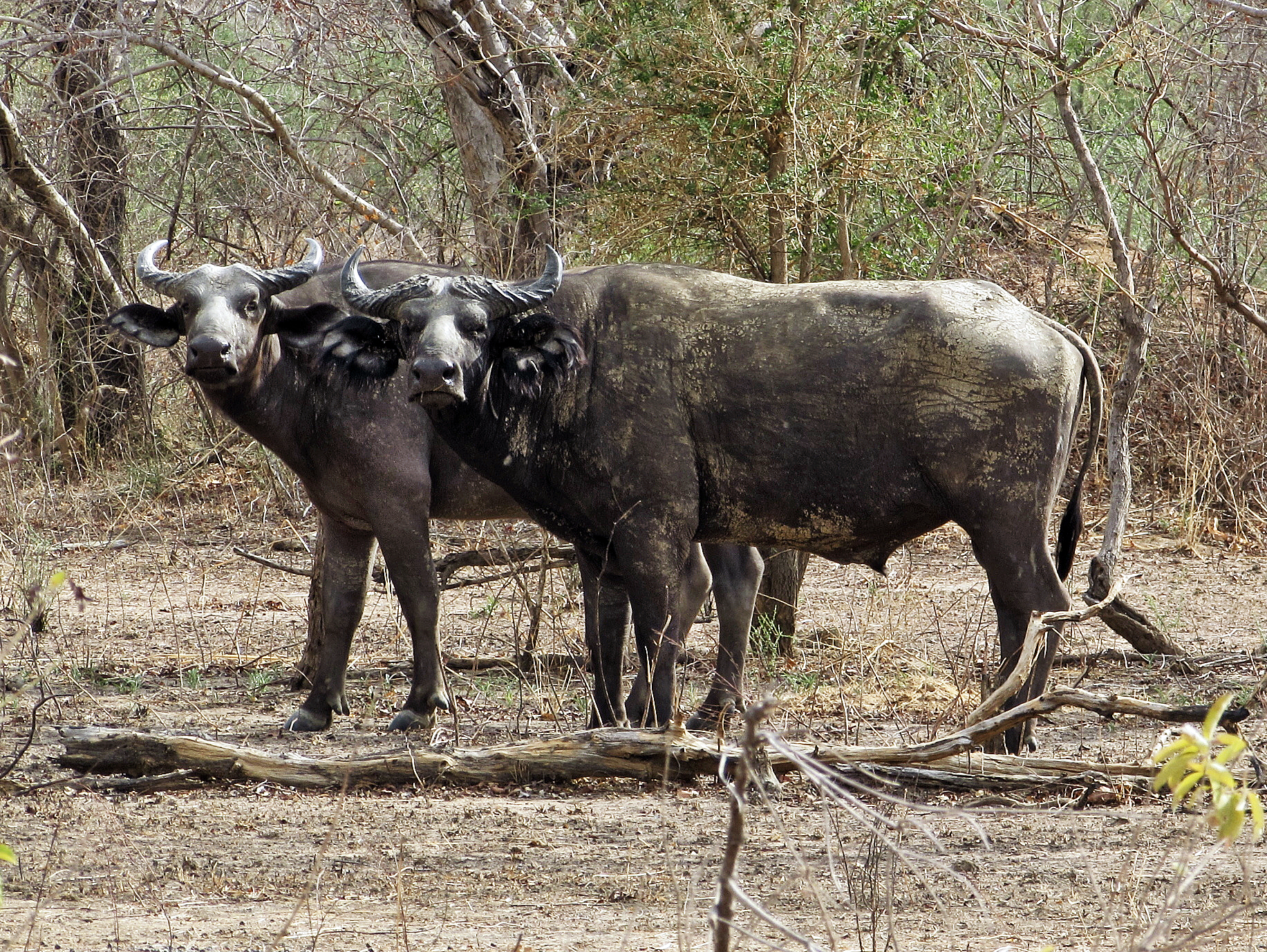
Bufali del Sudan nel parco nazionale della Pendjari.

Nel parco vive inoltre un buon numero di esemplari di alcuni altri erbivori quali il bufalo del Sudan (Syncerus caffer brachyceros; circa 2700 capi nel 2000), l'alcelafo occidentale (Alcelaphus buselaphus major; circa 1500 capi nel 2000), l'antilope roana (circa 2000 nel 2000), il kob (circa 2600 capi nel 2000) e il facocero. Alcune altre specie di antilopi, come il korrigum (Damaliscus lunatus korrigum), il tragelafo striato e la redunca, sono relativamente rare. Tra i bovidi più piccoli figurano il cefalofo dai fianchi rossi, l'oribi e la silvicapra. I primati sono rappresentati dal babbuino verde, dall'eritrocebo e dal cercopiteco tantalo.
Il numero di cobi (Kobus ellipsiprymnus defassa) è diminuito dai circa 3000 degli anni settanta agli appena 120 del 2004.

## Uccelli
Il parco è famoso per il gran numero di specie di uccelli che lo popolano, circa 300 in tutto. L'albanella pallida (Circus macrourus) e il grillaio (Falco naumanni) vengono segnalati occasionalmente e talvolta sono stati segnalati anche pochi esemplari isolati di avvoltoio orecchiuto (Torgos tracheliotus). Il gheppio volpino (Falco alopex) non è raro, mentre il nibbio codaforbice (Chelictinia riocourii) è un visitatore relativamente comune durante la stagione secca. Anche l'aquila minore (Hieraaetus pennatus) è stata segnalata nel parco. Secondo BirdLife «la Pendjari si distingue per le sue grandi specie appariscenti come l'anastomo africano (Anastomus lamelligerus), la cicogna di Abdim (Ciconia abdimii), la cicogna sellata (Ephippiorhynchus senegalensis) e, stagionalmente, gli stormi di cicogna bianca (Ciconia ciconia) composti anche da 60 esemplari. Vi si possono trovare anche l'aquila pescatrice africana (Haliaeetus vocifer) e il gufo pescatore di Pel (Scotopelia peli)».
Tra le specie più notevoli segnalate nel parco vi sono la rondine pennebianche (Hirundo leucosoma), la cossifa capobianco (Cossypha albicapillus), la monachella pettorosso (Oenanthe bottae), il codinero familiare (Oenanthe familiaris), il sassicolo nero frontebianca (Oenanthe albifrons), il sassicolo di rupe imitatore (Thamnolaea cinnamomeiventris), il codirossone (Monticola saxatilis), l'eremomela del Senegal (Eremomela pusilla), il garrulo capinero (Turdoides reinwardtii), la pitilia alirosse (Pytilia phoenicoptera), l'astrilde becco di corallo (Estrilda troglodytes), la passera lagia minore (Gymnoris dentata) e la vedova paradisea del Togo (Vidua togoensis).
È presente il pigliamosche cincia grigia (Myioparus plumbeus), oltre ad alcune altre specie tipiche del sottobosco. Il bulverde golabianca (Phyllastrephus albigularis) è stato segnalato a Tanguiéta e il francolino golabianca (Peliperdix albogularis), una rara specie residente, è stato localizzato in una fattoria a sud di Natitingou. A sud del parco si trova una vasta zona semi-protetta nota in francese come La zone cynegetique de la Pendjari, dove è stato segnalato un gran numero di altre specie.
Il parco nazionale e l'habitat delle specie di uccelli che lo abitano sono protetti dal governo del Benin.